# Ligne d'Hautefort à Terrasson
La ligne d'Hautefort à Terrasson était un embranchement ferroviaire de 22 km en France, qui permettait de relier les communes d'Hautefort et de Terrasson, dans le département de la Dordogne. 
Mise en service en 1898 par la Compagnie du chemin de fer de Paris à Orléans (PO), la ligne est fermée à tout trafic en 1940, puis la voie est déposée et déclassée en 1941. Elle porte le numéro 623 000 du réseau ferré national.

## Histoire
La loi du 17 juillet 1879 (dite plan Freycinet) portant classement de 181 lignes de chemin de fer dans le réseau des chemins de fer d’intérêt général retient en n° 97, une ligne de « Nontron à ou près Sarlat, en passant par ou près Thiviers, Villiac et Condat, avec embranchement d'Hautefort à un point à déterminer entre Objat et Brive (entraînant la suppression de la ligne de Nontron à Périgueux) ». Cette ligne est déclarée d'utilité publique par une loi le 28 juillet 1881. La ligne d'Hautefort à Terrasson, qui constitue un tronçon de l'itinéraire précédent, est concédée à titre définitif par l'État à la Compagnie du chemin de fer de Paris à Orléans (PO) par une convention signée entre le ministre des Travaux publics et la compagnie le 28 juin 1883. Cette convention est approuvée par une loi le 20 novembre suivant.
En 1935, le conseil général du département de la Dordogne émet le vœu de transférer le trafic ferroviaire sur la route et de relier Terrasson avec les communes d'Hautefort et de Badefols par un autobus. La Société nationale des chemins de fer français (SNCF), qui a repris la ligne en 1938 (nationalisation), ferme le trafic voyageurs le 15 mai 1939. Durant la Seconde Guerre mondiale, une réquisition de rails provoque la fermeture de la ligne en avril 1941, la voie étant déposée. La ligne est déclassée par une loi le 30 novembre 1941.

## Tracé
Longue de 22 km, elle débutait en gare d'Hautefort par un embranchement sur la ligne de Brive à Thiviers. Elle prenait la direction du sud en s'élevant pour atteindre son point culminant à Coubjours - Badefols, passait sur le département de la Corrèze pendant un court tronçon, puis descendait la vallée de l'Elle, et desservait Villac avant de rejoindre la ligne de Périgueux à Brive peu avant la gare de Terrasson, au lieu-dit La Villedieu.

## Galerie

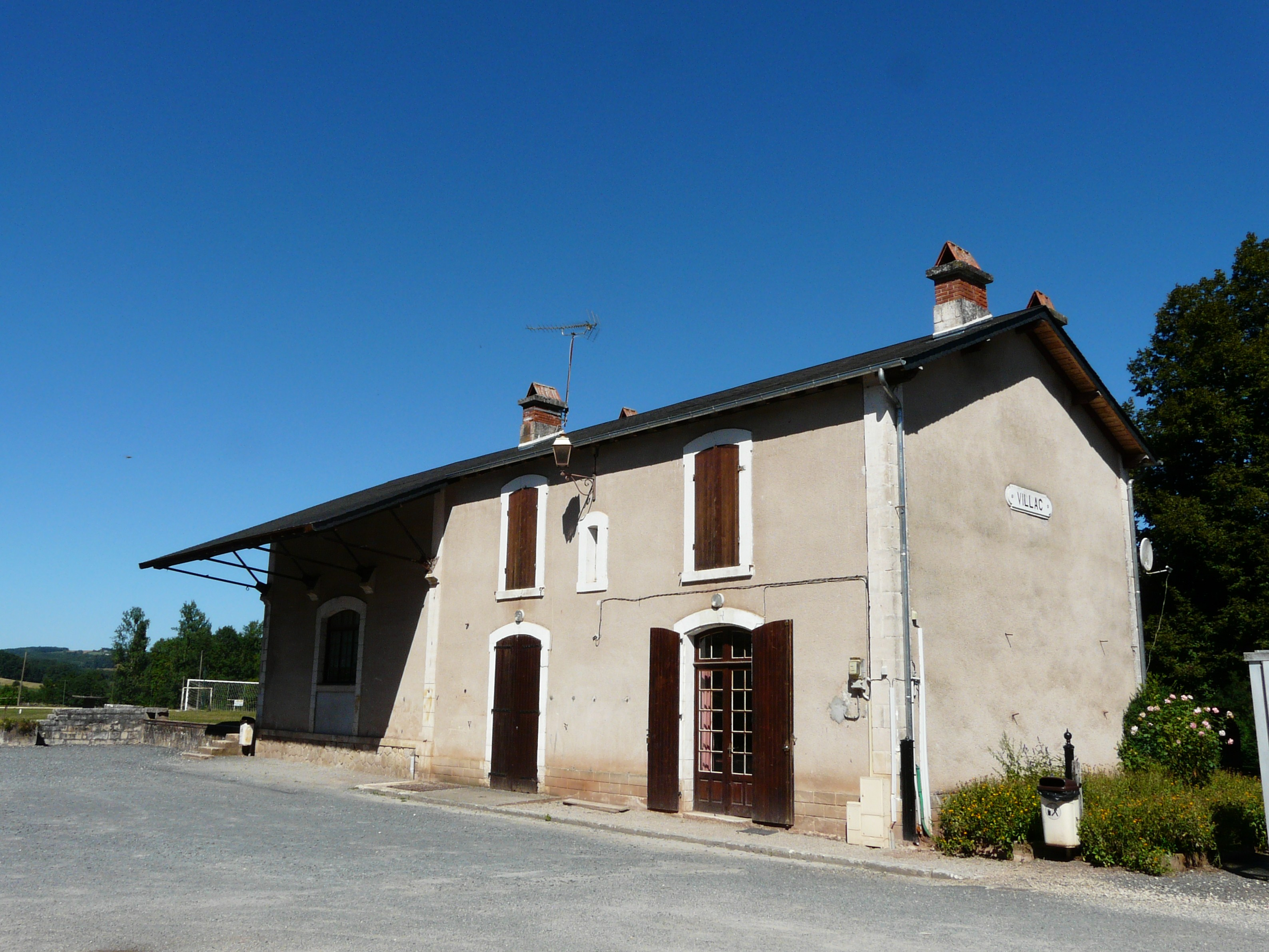
Bâtiment voyageurs de l'ancienne gare de Villac.
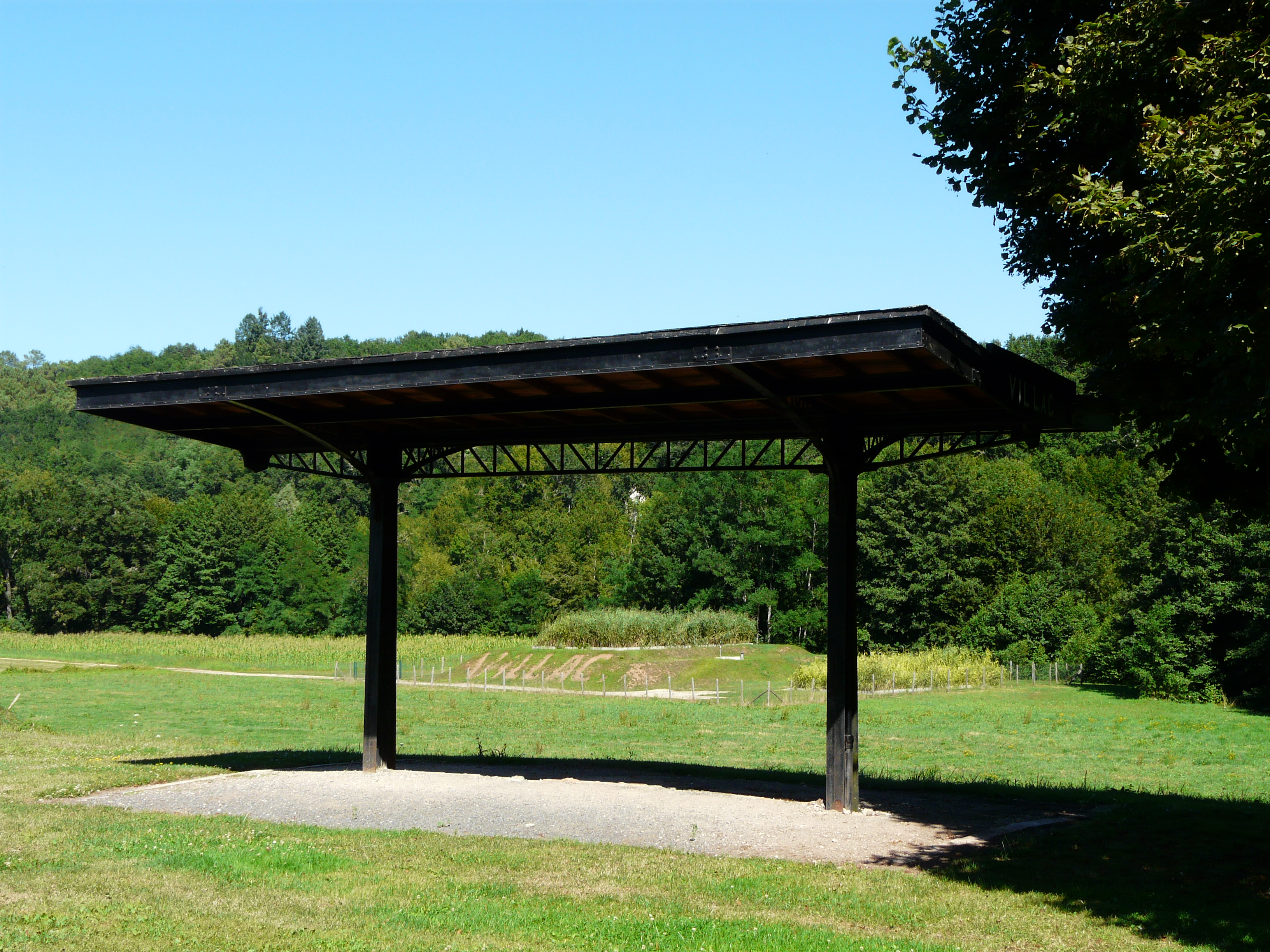
Abri voyageurs de l'ancienne gare de Villac.